# 음경소대
음경소대(Frenulum)는 요도의 끝에서 귀두의 뒷면을 지나서 포피를 연결하는 끈 형태의 피부조직이다.

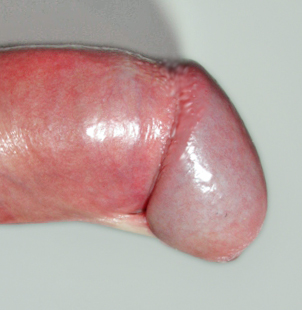
음경소대로 인한 질병

포피소대라고도 불리는 음경 소대의 역할은 포피를 귀두에 매어두는 역할과 귀두 뒤로 젖혀진 포피를 원래 상태로 되돌리는 스프링과 같은 역할을 한다. 또한 신경이 지나고 있어서 남성의 성감대라고 할 수 있으며, 포피가 짧은 경우는 만곡증과 같은 질병(Frenulum breve)이 생길 수 있다.